# Magi
Magi: The Labyrinth of Magic (яп. マギ, Маги: Лабіринт Магії) — японська манґа, автором та ілюстратором якої є Синобу Отака. Почала випускатися в журналі Weekly Shōnen Sunday в червні 2009. За даними на лютий 2013 а видавництвом Shogakukan було випущено 16 томів манги. Аніме-серіал, створений за мотивами манґи студією A-1 Pictures почав транслюватися в Японії з 7 жовтня 2012. Серіал був переданий компанії Aniplex USA для показу на території США, компанією Viz Media Europe в Європі і Madman Entertainment в Австралії. Фундаментом для сюжету послужили арабські казки зі збірки 1000 і 1 ніч.

## Сюжет
Дія відбувається в альтернативному світі, схожому на древній і середньовічний світ. На заході розташовуються держави на зразок близького сходу, проте їх свободі загрожує далекосхідна імперія Ко (Коу), подібна древньому Китаю, яка поетапно захоплює економіку заходу, вводячи паперову валюту. За 14 років до головних подій по всьому світу стали з'являтися дивні вежі-підземелля, які давали пройшов їх незліченні скарби і силу джина. Так, багато сміливці вирушали в підземелля, однак практично ніхто з них не повернувся, тому що в підземеллі кожного чекають смертельні пастки. Алі-Баба, який втік принц Бальбада, що працює на скупого торговця, мріє підкорити підземелля. За ним починає слідувати хлопчик Аладдін, керуючий джином, і як пізніше з'ясовується, «маги». Разом вони відправляються в одне з підземель і роздобувають заповітне скарб. Після чого йдуть назустріч своїй долі. Однак Аладдін і Алибаба поки не знають, що незабаром стануть на шляху зловісної організації Аль САРМ, яка маніпулює імперією Ко і має намір увергнути світ в хаос…

## Критика
Видання IGN додало Magi: The Labyrinth of Magic у список найкращих аніме-серіалів 2010-х років, і написало що «серіал містить багато екшену і його весело дивитися, особливо фанатам сьонена».